# 山手隧道 (橫濱市)

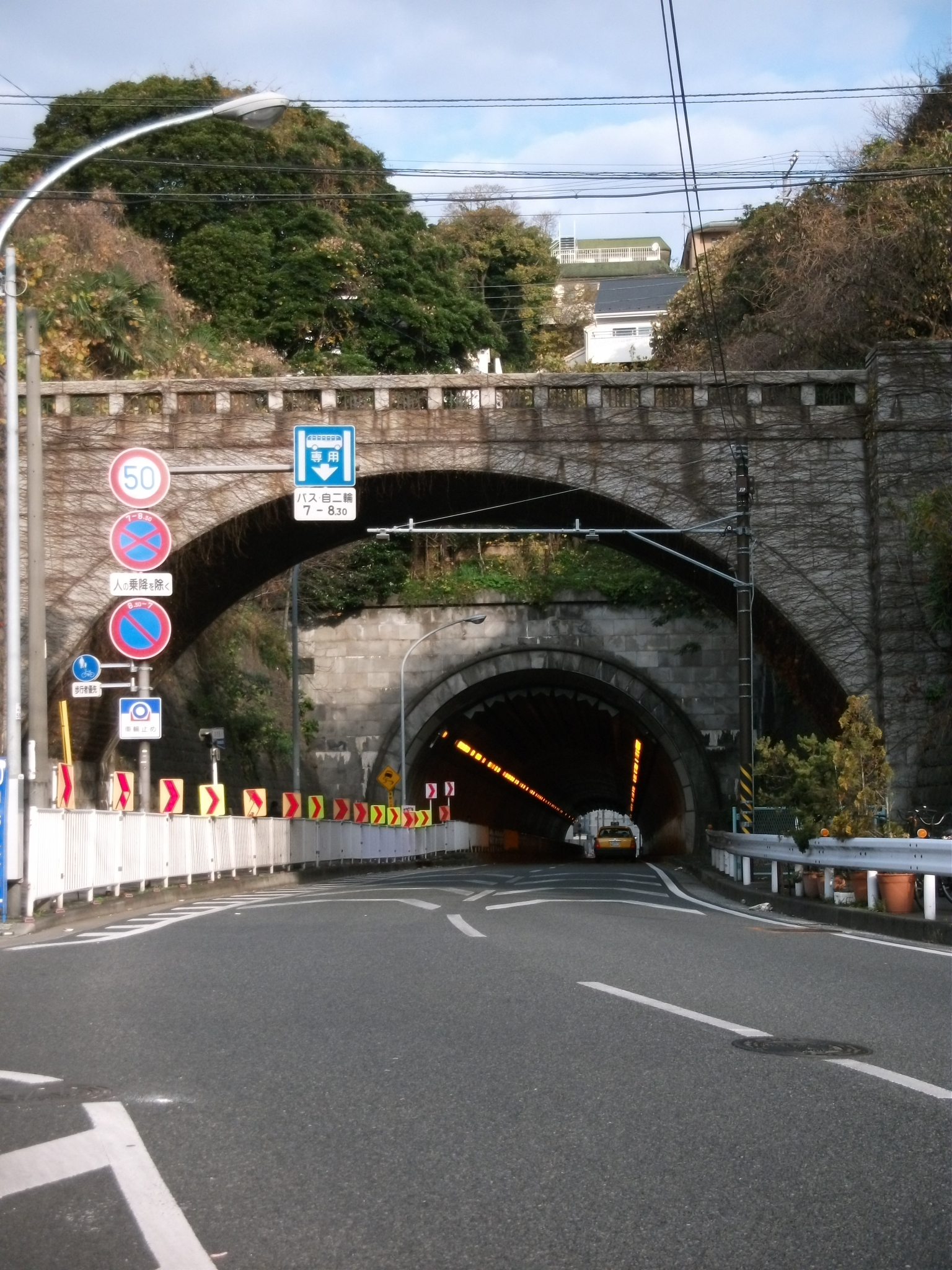
山手隧道（北行隧道），一側

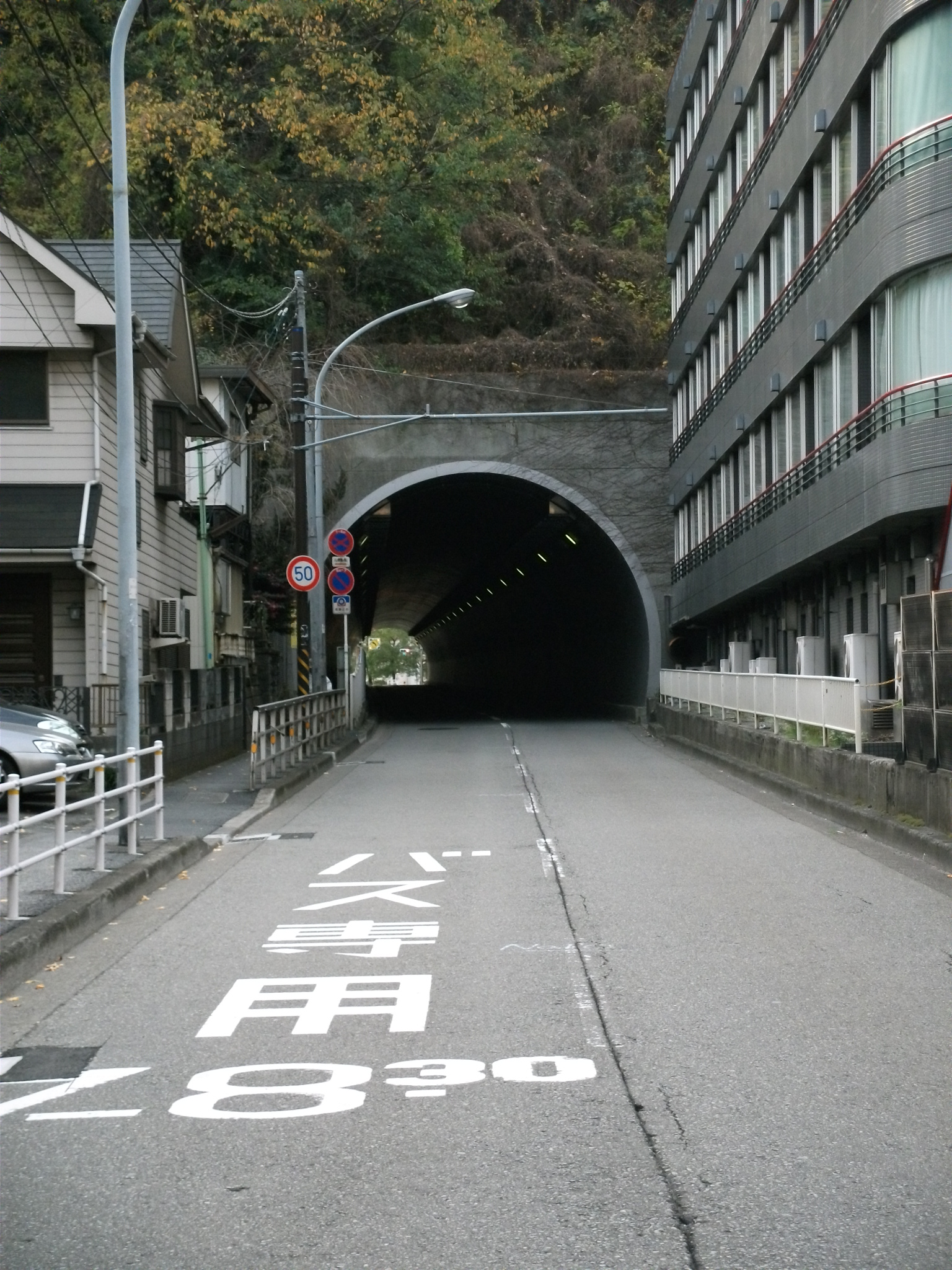
第二山手隧道（南行隧道），元町一側

山手隧道（日语：／）是日本神奈川縣橫濱市的双洞公路隧道，位于中區的元町石川町与本牧麦田町之间，承载横浜市主要地方道82号山下本牧磯子線。北行隧道268米，1923年开工，1928年3月16日通车。南行隧道全长215米，原为1911年通车的横浜電気鉄道专用的“櫻道隧道”（櫻道トンネル），也称为“本牧隧道”（本牧トンネル），1976年7月20日改为公路隧道，并更名为“第二山手隧道”（第二山手トンネル）。隧道2001年入选橫濱市認定歷史的建造物，2015年年入选土木學會選獎土木遺產。